# Ґлувчин (Куявсько-Поморське воєводство)
Ґлувчин (пол. Główczyn, нім. Glauenfeld) — село в Польщі, у гміні Добжинь-над-Віслою Ліпновського повіту Куявсько-Поморського воєводства.
Населення — 88 осіб (2011).
У 1975-1998 роках село належало до Влоцлавського воєводства.

## Демографія
Демографічна структура станом на 31 березня 2011 року:
|          | Загалом | Допрацездатний вік | Працездатний вік | Постпрацездатний вік |
| -------- | ------- | ------------------ | ---------------- | -------------------- |
| Чоловіки | 44      | 10                 | 28               | 6                    |
| Жінки    | 44      | 10                 | 22               | 12                   |
| Разом    | 88      | 20                 | 50               | 18                   |